# Fort de São José
El Fort de São José és un fort abandonat de la ciutat de Vila do Maio, a la part sud de l'Illa de Maio de Cap Verd.

## Història
L'illa, d'origen volcànic, es va descobrir l'1 de maig de 1460 amb el nom d'illa de Maio. La primera població estable data de finals del segle xvi al nord-oest de l'actual ciutat. La terra s'utilitzava per pasturar el bestiar, sobretot cabres, i hi havia una agricultura inicipient. El fort, anomenat després sant Josep, es va construir el segle xviii per defensar el port i la ciutat dels atacs dels pirates i corsaris, que sempre han estat habituals a l'illa.
El fort va esdevenir un far el 1887. Al segle xx, la sequera va afectar l'illa i la majoria de residents van emigrar. A principis del segle XXI el fort és una de les atraccions turístiques de la ciutat i l'illa juntament amb l'església de Nossa Senhora da Luz.